# 小行星8682
小行星8682（英語：8682 Kraklingbo）是一颗围绕太阳公转的小行星。1992年3月2日，烏普薩拉－ESO小行星及彗星巡天在拉西拉天文台发现了此天体。
这颗小行星的绝对星等为160.4434020764153等。